# أندريه كارياكا
اندريه كارياكا (بالروسية: Андрей Константинович Каряка)‏ (1 أبريل 1978 أوكرانيا - ) هو لاعب كرة قدم روسي، شارك في بطولة أمم أوروبا 2004.

## وصلات خارجية
أندريه كارياكا على موقع الاتحاد الدولي (مؤرشف)  (الإنجليزية)
- أندريه كارياكا على موقع الاتحاد الأوربي (الإنجليزية)
- أندريه كارياكا على موقع اتحاد أوكرانيا (الإنجليزية)
- أندريه كارياكا على موقع قاعدة بيانات كرة القدم.إي يو (الإنجليزية)
- أندريه كارياكا على موقع ناشيونال فوتبول تيمز (الإنجليزية)
- أندريه كارياكا على موقع Soccerway.com (الإنجليزية)
- أندريه كارياكا على موقع عالم كرة القدم.نت (الإنجليزية)